# Théophile Heyer
Pour les articles homonymes, voir Heyer.
Théophile Heyer, né le 21 février 1804 à Genève et mort le 18 mai 1871 à Lancy, est un archiviste et historien suisse.

## Biographie
Théophile Heyer est élève-pensionnaire de son père, pasteur, puis il étudie la physique et les mathématiques à l'Académie de Genève de 1827 à 1829. 
Il enseigne l'arithmétique aux cours gratuits de la Société des arts de Genève entre 1827 et 1837, puis à l'école industrielle entre 1840 et 1850.
Entré comme commis aux Archives d'État de Genève en 1843, il en devient le directeur en 1866. Il préside également la Société d'histoire et d'archéologie de Genève à partir de 1869.
Il avait épousé Anne-Andrienne Johannot, belle-sœur du juriste Charles-Antoine Brocher (1811-1884).

## Ouvrages
- Notice sur le professeur J. E. Cellérier (1863)
- Ami Argand, inventeur des lampes à courant d'air (1861)
- Léonard Baulacre